# Forgues
Forgues (okzitanisch: Hòrgas) ist eine französische Gemeinde mit 217 Einwohnern (Stand: 1. Januar 2022) im Département Haute-Garonne in der Region Okzitanien (zuvor Midi-Pyrénées). Forgues gehört zum Arrondissement Muret und zum Kanton Cazères. Die Einwohner werden Forgais  genannt. 

## Geografie
Forgues liegt etwa 41 Kilometer südwestlich von Toulouse. Forgues wird umgeben von den Nachbargemeinden Lahage im Norden und Nordosten, Rieumes im Osten und Südosten, Plagnole im Süden und Südosten, Monès im Süden, Laymont im Südwesten sowie Saint-Loube im Westen.

## Bevölkerungsentwicklung
| Jahr                       | 1962 | 1968 | 1975 | 1982 | 1990 | 1999 | 2006 | 2017 | 2019 |
| Einwohner                  | 122  | 90   | 72   | 75   | 120  | 152  | 178  | 212  | 220  |
| Quellen: Cassini und INSEE |      |      |      |      |      |      |      |      |      |

## Sehenswürdigkeiten

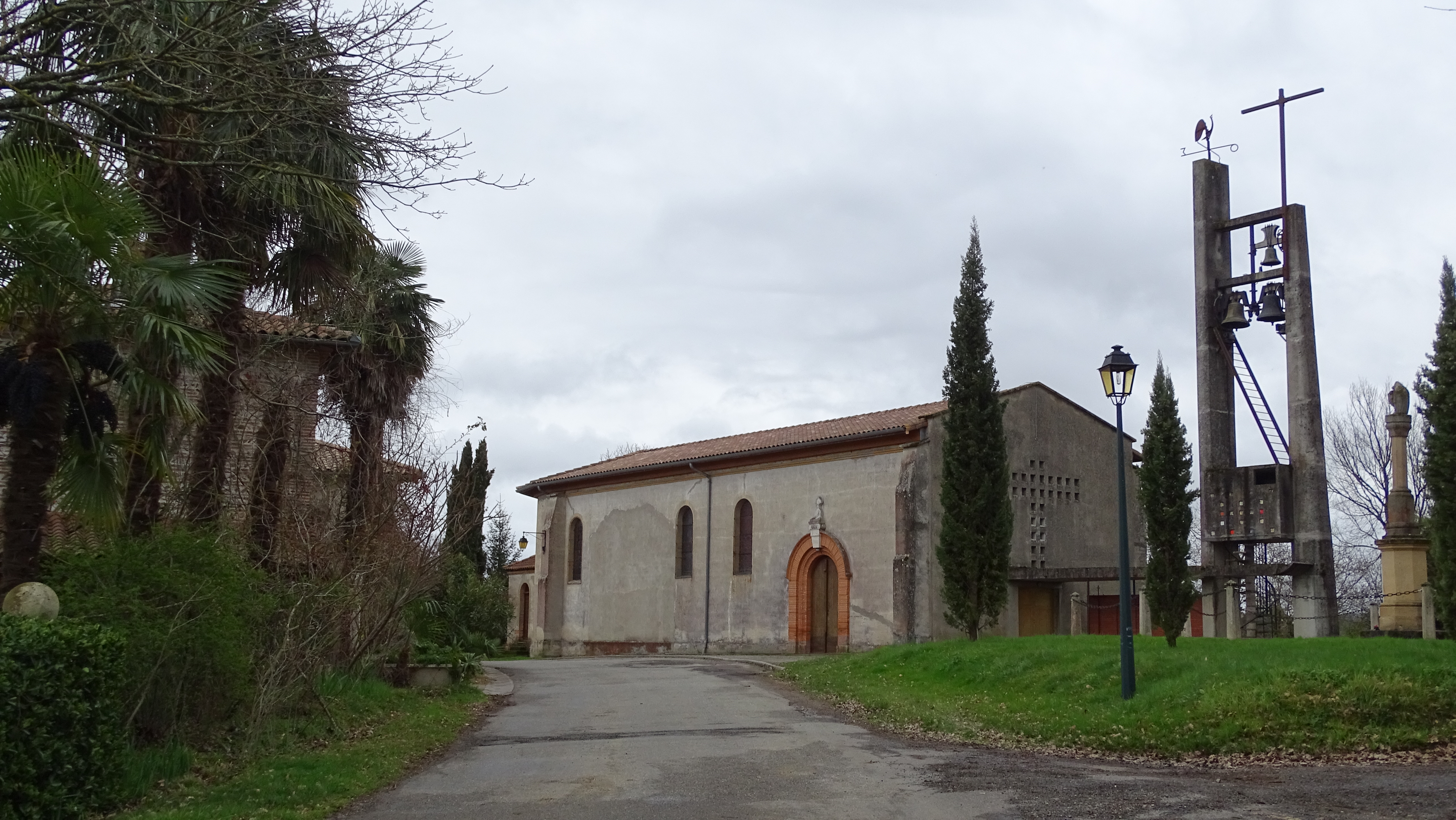
Kirche Notre-Dame-de-l'Assomption

- Kirche Notre-Dame-de-l'Assomption